# Urozelotes
Urozelotes Mello-Leitão, 1938 è un genere di ragni appartenente alla famiglia Gnaphosidae.

## Distribuzione
Le 4 specie note di questo genere sono state reperite in varie parti del mondo intero: la specie dall'areale più vasto è la U. rusticus, rinvenuta in molteplici località dei 5 continenti.

## Tassonomia
In passato questo genere aveva raggiunto le 25 specie, anche per la pluralità di esemplari raccolti e delle descrizioni effettuate. Più lavori effettuati negli anni '70, '80 e '90 del secolo scorso hanno consentito di scoprire evidenti somiglianze e sinonimie di molte di queste specie con U. rusticus, riducendo sostanzialmente il numero di specie valide.
Non sono stati esaminati esemplari di questo genere dal 2013.
Attualmente, a gennaio 2016, si compone di 4 specie:
- Urozelotes kabenge FitzPatrick, 2005 — Zambia
- Urozelotes mysticus Platnick & Murphy, 1984 — Italia
- Urozelotes rusticus (L. Koch, 1872)[2] — cosmopolita
- Urozelotes trifidus Tuneva, 2003 — Russia

### Specie trasferite
- Urozelotes yutian (Platnick & Song, 1986); trasferita al genere Zelotes Gistel, 1848[1].

### Sinonimi
- Urozelotes abdalbus (Chamberlin, 1936), trasferita del genere Drassyllus e posta in sinonimia con U. rusticus (L. Koch, 1872) a seguito di un lavoro degli aracnologi Ubick & Roth (1973a) quando gli esemplari erano denominati nel genere Zelotes[1].
- Urozelotes agelastus (Keyserling, 1891); trasferita dal genere Drassodes secondo l'aracnologo Roewer, e da Latonigena secondo Mello-Leitão (1943a), e posta in sinonimia con U. rusticus (L. Koch, 1872) a seguito di un lavoro degli aracnologi Platnick & Murphy del 1984.
- Urozelotes amnicola (Tucker, 1923); trasferita dal genere Camillina; e posta in sinonimia con U. rusticus (L. Koch, 1872) a seguito di un lavoro di Platnick & Murphy del 1984.
- Urozelotes blandus (Banks, 1892); trasferita dal genere Drassyllus e posta in sinonimia con U. rusticus (L. Koch, 1872) a seguito di un lavoro di Ubick & Roth (1973a) quando gli esemplari erano denominati nel genere Zelotes.
- Urozelotes blepharotrichus (Strand, 1915); trasferita dal genere Scotophaeus e posta in sinonimia con U. rusticus (L. Koch, 1872) a seguito di un lavoro di Levy (1998c) quando gli esemplari erano denominati nel genere Zelotes.
- Urozelotes cardiogynus Mello-Leitão, 1938; posta in sinonimia con U. rusticus (L. Koch, 1872) a seguito di un lavoro di Platnick & Murphy del 1984.
- Urozelotes completus (Banks, 1898); trasferita dal genere Zelotes e posta in sinonimia con U. rusticus (L. Koch, 1872) a seguito di un lavoro di Platnick & Murphy del 1984.
- Urozelotes femoralis (Banks, 1904); trasferita dal genere Drassyllus e posta in sinonimia con U. rusticus (L. Koch, 1872) a seguito di un lavoro degli aracnologi Millidge & Locket del 1955 quando gli esemplari erano denominati nel genere Zelotes.
- Urozelotes gigas (Schmidt, 1973); trasferita dal genere Camillina e posta in sinonimia con U. rusticus (L. Koch, 1872) a seguito di un lavoro di Platnick & Murphy del 1984.
- Urozelotes keyserlingi (Roewer, 1951); trasferita dal genere Zelotes e posta in sinonimia con U. rusticus (L. Koch, 1872) a seguito di un lavoro di Platnick & Murphy del 1984.
- Urozelotes liopus (Chamberlin, 1922); trasferita dal genere Drassyllus e posta in sinonimia con U. rusticus (L. Koch, 1872) a seguito di un lavoro di Ubick & Roth (1973a) quando gli esemplari erano denominati nel genere Zelotes.
- Urozelotes luteus (F. O. Pickard-Cambridge, 1899) trasferita dal genere Zelotes e posta in sinonimia con U. rusticus (L. Koch, 1872) a seguito di un lavoro di Platnick & Murphy del 1984.
- Urozelotes magister (Chamberlin, 1933); trasferita dal genere Haplodrassus e posta in sinonimia con U. rusticus (L. Koch, 1872) a seguito di un lavoro di Ubick & Roth (1973a) quando gli esemplari erano denominati nel genere Zelotes.
- Urozelotes malodes (Tikader, 1962); trasferita dal genere Drassodes; e posta in sinonimia con U. rusticus (L. Koch, 1872) a seguito di un lavoro di Platnick & Murphy del 1984.
- Urozelotes pacificus (Simon, 1899); trasferita dal genere Zelotes e posta in sinonimia con U. rusticus (L. Koch, 1872) a seguito di un lavoro di Platnick & Murphy del 1984.
- Urozelotes pater (Bösenberg & Strand, 1906); trasferita dal genere Drassodes e posta in sinonimia con U. rusticus (L. Koch, 1872) a seguito di un lavoro di Kamura del 1998.
- Urozelotes paulistus (Roewer, 1951); trasferita dal genere Zelotes e posta in sinonimia con U. rusticus (L. Koch, 1872) a seguito di un lavoro di Platnick & Murphy del 1984.
- Urozelotes porteri (Simon, 1904); trasferita dal genere Zelotes e posta in sinonimia con U. rusticus (L. Koch, 1872) a seguito di un lavoro di Platnick & Murphy del 1984.
- Urozelotes rotundifoveatus (Bösenberg & Strand, 1906); trasferita dal genere Drassodes e posta in sinonimia con U. rusticus (L. Koch, 1872) a seguito di un lavoro di Kamura del 1998.
- Urozelotes scutatus (Mello-Leitão, 1939); trasferita dal genere Zelotes e posta in sinonimia con U. rusticus (L. Koch, 1872) a seguito di un lavoro di Platnick & Murphy del 1984.